# Léopold Louis-Dreyfus
Pour les articles homonymes, voir Dreyfus et Louis-Dreyfus.
Léopold Louis-Dreyfus (1833-1915) est le fondateur du groupe Louis-Dreyfus, patriarche de la famille Louis-Dreyfus.
Il est fait commandeur de la Légion d'honneur en 1912.

## Biographie
Léopold Dreyfus est né dans une famille juive de la ville de Sierentz en Alsace, il est le fils de Louis Lemlé Dreyfus (1798-1879), un fermier, et de Jeannette Victoire Hildenfinger (1803-1837). En 1860, il épouse Emilie Lang,  jeune fille d'une famille cousine de Sierentz, fille d'Isaac Lang et de Rose Aron.

### Développement commercial
Dès sa jeunesse, il effectua de fréquents voyages vers Bâle en Suisse, ville située à seulement 15 km de Sierentz, juste de l'autre côté de la frontière rhénane : il apportait les grains de la ferme familiale afin de les vendre au marché. En 1851, il commença à vendre le blé  qu'il récoltait dans les fermes voisines. Il fonda ainsi une compagnie sous le nom de son père, étant trop jeune pour lui donner son propre nom.
En 1858, après une croissance rapide, il transféra la société à Berne, en Suisse, d'où il étendit ses opérations dans toute l'Europe en achetant des grains en Europe de l'Est — alors véritable grenier à grains — et en les transportant dans les marchés occidentaux[évasif], affamés. En 1864, la société établit son siège à Zurich, en Suisse, et en 1871, juste après la guerre franco-prussienne, qui vit la France céder l'Alsace à l'Empire allemand, Léopold Dreyfus choisit la citoyenneté française. Il s'établit à Marseille et, dès 1875, transféra le siège de sa société à Paris.
Les développements du rail en Europe, de meilleurs réseaux et techniques de transport maritimes ainsi qu'un meilleur accès à l'information après le développement du télégraphe et du téléphone permit au groupe Louis-Dreyfus de croître rapidement en réalisant des arbitrages — c'est-à-dire en tirant parti de la différence de prix entre les marchés de chaque pays. En 1883, le groupe Louis-Dreyfus fut l'une des premières compagnies du monde à s'engager dans le marché des « futures », au marché du Liverpool Corn Trade Association : cela lui permit de vendre et acheter ses marchandises simultanément. En 1900, le groupe Louis-Dreyfus était le négociant de grains le plus important au monde.
En 1904, un décret en Conseil d'État autorise le changement patronymique de la famille en Louis-Dreyfus.
En 1905, la banque Louis-Dreyfus fut fondée afin de financer les opérations financières de la compagnie sur le marché des grains. Peu après la compagnie s'étendit internationalement : il globalisa son activité en commençant par le blé ukrainien; en 1909, il ouvrit un bureau à Duluth, dans le Minnesota et commença à exporter du blé dur ; en 1911, il investit sur le marché du coton au Brésil; en 1913, il commença des opérations à Melbourne, en Australie. 
Léopold Louis-Dreyfus mourut en 1915 et ses deux fils, Louis et Charles, héritèrent de sa compagnie.